# Divernon
Divernon es una villa ubicada en el condado de Sangamon en el estado estadounidense de Illinois. En el Censo de 2010 tenía una población de 1172 habitantes y una densidad poblacional de 572,08 personas por km².

## Geografía
Divernon se encuentra ubicada en las coordenadas 39°34′14″N 89°39′13″O / 39.57056, -89.65361. Según la Oficina del Censo de los Estados Unidos, Divernon tiene una superficie total de 2.05 km², de la cual 2.05 km² corresponden a tierra firme y (0.13%) 0 km² es agua.

## Demografía
Según el censo de 2010, había 1172 personas residiendo en Divernon. La densidad de población era de 572,08 hab./km². De los 1172 habitantes, Divernon estaba compuesto por el 98.12% blancos, el 0% eran afroamericanos, el 0.26% eran amerindios, el 0.43% eran asiáticos, el 0% eran isleños del Pacífico, el 0% eran de otras razas y el 1.19% pertenecían a dos o más razas. Del total de la población el 0.6% eran hispanos o latinos de cualquier raza.